# Соза (Параиба)
Соза (порт. Sousa) — муниципалитет в Бразилии, входит в штат Параиба. Составная часть мезорегиона Сертан штата Параиба. Входит в экономико-статистический микрорегион Соза. Население составляет 63 886 человек на 2007 год. Занимает площадь 842 км². Плотность населения — 75,56 чел./км².

## История
Город основан в 1766 году.

## Статистика
- Валовой внутренний продукт на 2004 год составляет 209 243 000,00 реалов (данные: Бразильский институт географии и статистики).
- Валовой внутренний продукт на душу населения на 2004 год составляет 3317,00 реалов (данные: Бразильский институт географии и статистики).